# Villarosa (Sicilia)
Villarosa (Villa Rosa in siciliano) è un comune italiano di 4 258 abitanti del libero consorzio comunale di Enna in Sicilia.
Centro agricolo posto nel cuore della Sicilia centrale, Villarosa si distingue per la coltivazione di grano, olive e mandorle, prodotti che si possono apprezzare nell'annuale festività della Madonna della Catena che si tiene l'8 settembre.
A causa della crescente disoccupazione che ha attanagliato il Mezzogiorno, la cittadina è stata colpita da un repentino fenomeno di emigrazione durante il XX secolo. Gli emigranti hanno raggiunto località di tutti i continenti, in particolar modo la cittadina belga di Morlanwelz, gemellata con Villarosa dal 2002.

## Geografia fisica
Villarosa si sviluppa a 523 metri sul livello del mare.
Essa è posta su una vera e propria conca ai piedi del monte Giurfo.
Il suo territorio è posto tra due fiumi il Salso ed il Morello, rispettivamente d'acqua salata e dolce. Il Morello è affluente del lago artificiale che prende il suo nome, che si trova a pochi chilometri dal centro abitato.
Nei pressi della stazione ferroviaria si trova il centro geografico della Sicilia, che erroneamente tradizione consegna alla Zona Monte di Enna.
(Vincenzo De Simone, Bellarosa)

## Clima
Il clima di Villarosa è mitigato ma risente di alcuni tratti continentali tipici della Sicilia centrale. Gli inverni sono relativamente freddi data la distanza dal mare e l'altitudine con occasionali episodi nevosi. L'estate è calda ma ventilata e non sono infrequenti i temporali di calore. Il periodo più piovoso si concentra tra autunno e inverno mentre le piogge diventano più scarse tra tarda primavera ed estate.

## Storia
(Lapide posta in ricordo del passaggio di Giuseppe Garibaldi su un balcone di una delle dimore della famiglia Deodato che ospitò l'eroe dei due mondi)
L'attuale centro nacque grazie all'opportuna licentia populandi, datata 10 aprile 1762, ad opera del duca Placido Notarbartolo. Fu sempre centro economico molto attivo, in particolare nel XIX secolo quando vennero attivate le numerose miniere di zolfo e sali potassici presenti su tutto il territorio. In seguito il comune divenne autonomo.

### Simboli
Lo stemma è così descritto:

## Monumenti e luoghi d'interesse
Rosa Ciotti, figlia del pittore Francesco Ciotti da Resuttano e pittrice a sua volta, i suoi dipinti sono presenti nella chiesa e Monastero di Santa Maria del Popolo (1739) e nella chiesa di San Francesco d'Assisi (1706) di Enna - fu autrice di un singolare piano regolatore (che prevede la dislocazione delle strade in modo perpendicolare) il quale venne favorevolmente accettato dai cittadini. Tale dislocazione, seguendo le due vie principali (corso Garibaldi e corso Regina Margherita), suddivide il paese in 4 zone, dette quartieri o rioni, denominate Sant'Anna, Porta Palermo, Calvario e Segrezia.   
Nel dopoguerra i nomi furono convertiti rispettivamente in Cavour, Procida, Meli e Lincoln; tuttavia queste denominazioni sono quasi del tutto sconosciute. Sempre la Ciotti disegnò la planimetria ottagonale della piazza Vittorio Emanuele, ispirata alla piazza Vigliena di Palermo (Quattro Canti).  

### Architetture religiose
- Chiesetta di Sant'Anna
- Chiesa madre di San Giacomo, costruita nel 1763, dedicata a san Giacomo Maggiore.
- Chiesa dell'Immacolata Concezione
- Chiesa della Madonna della Catena
- Convento dei Cappuccini – Chiesa di Santissima Maria delle Grazie

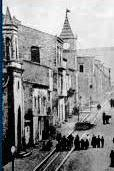
Chiesa della Madonna di Magando (alla sinistra), demolita nel 1932 per la costruzione della chiesa immacolata concezione
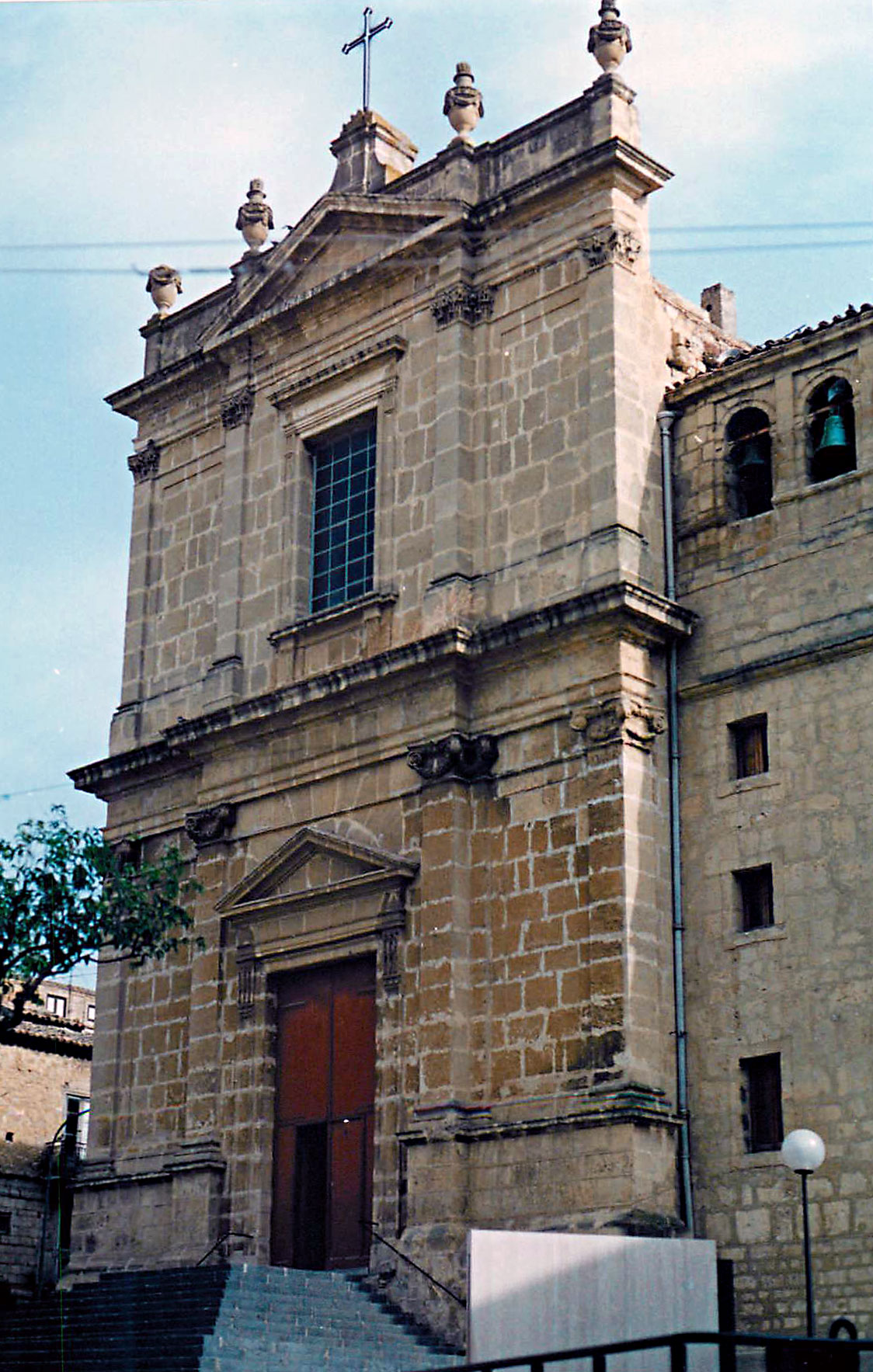
Chiesa madre di San Giacomo, facciata
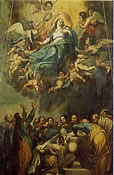
Chiesa madre di San Giacomo, l’Assunzione della Vergine
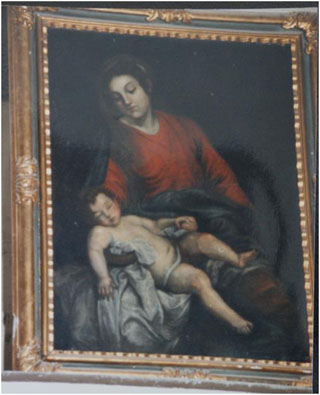
Chiesa madre di San Giacomo, Madonna con il Bambino
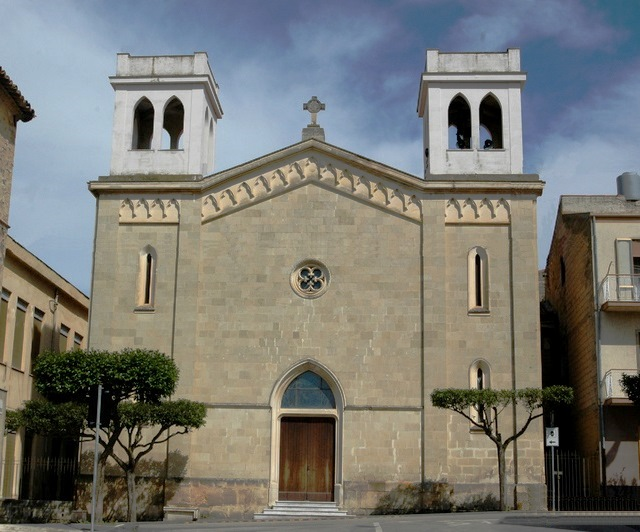
Chiesa dell'Immacolata Concezione, facciata
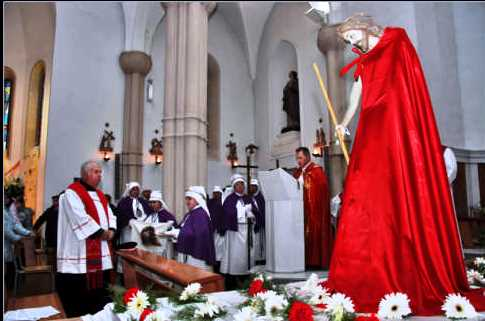
Chiesa dell'Immacolata Concezione, interno
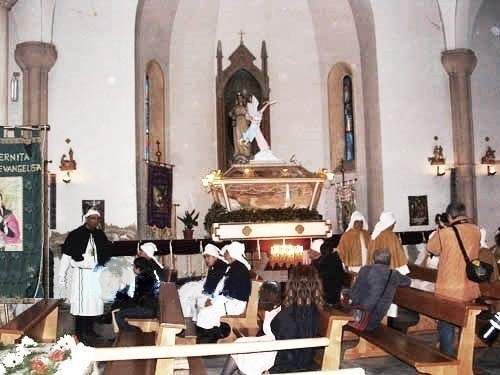
Chiesa dell'Immacolata Concezione, interno
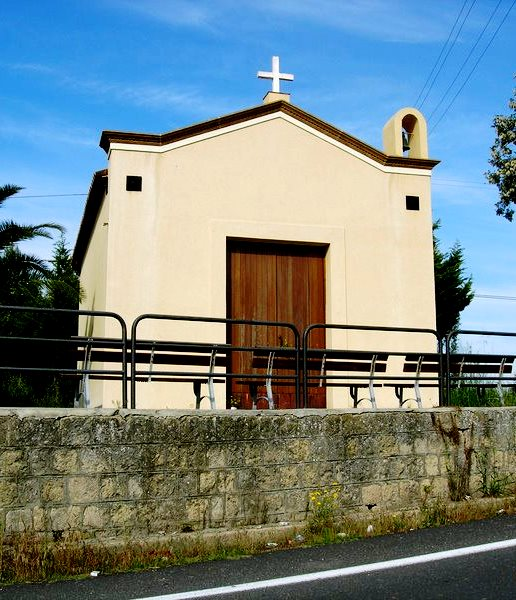
Chiesa della Madonna della Catena, facciata
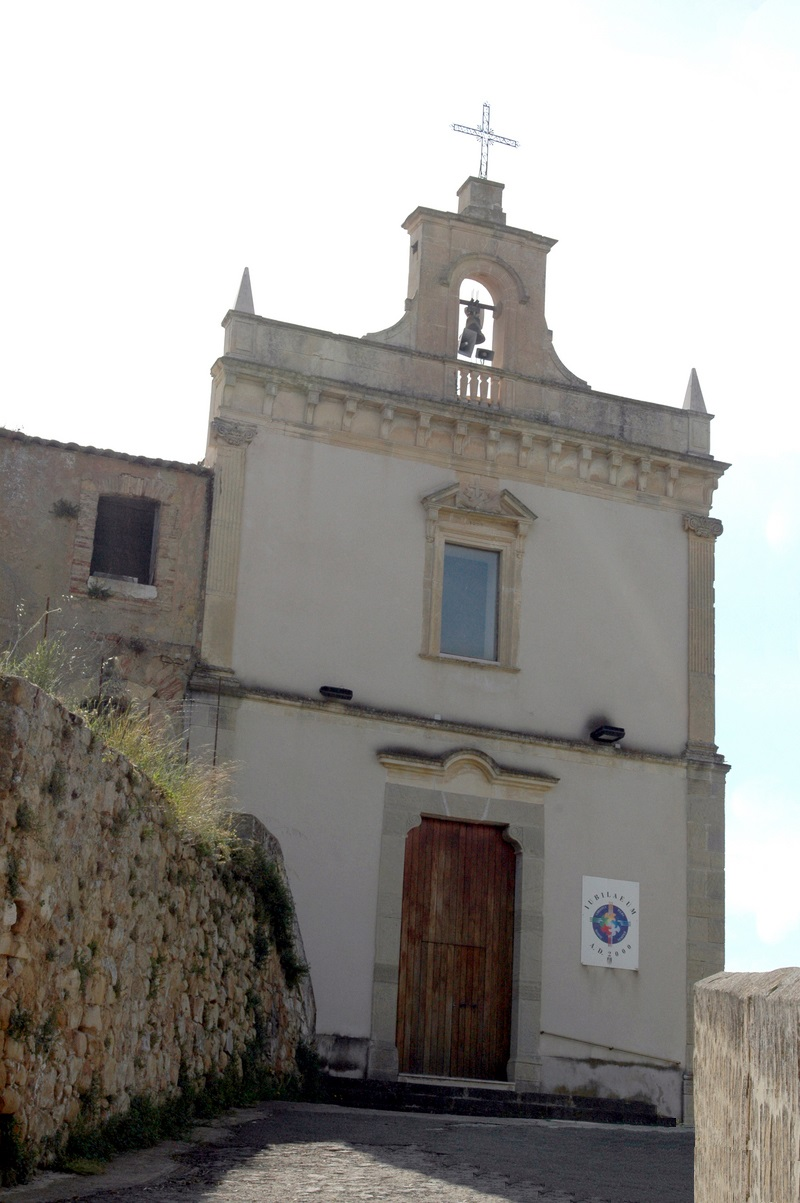
Convento dei Cappuccini – Chiesa Santissima Maria delle Grazie, facciata
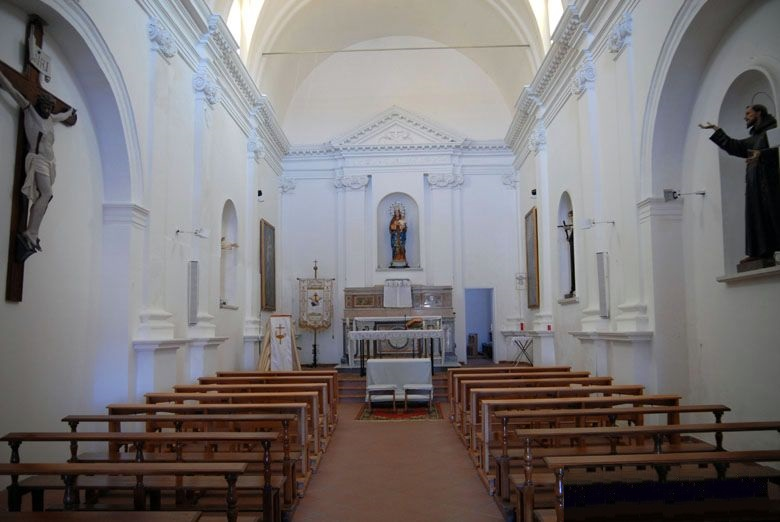
Convento dei Cappuccini – Chiesa Santissima Maria delle Grazie, interno

### Architetture civili
Architetture civili di rilievo sono:
- Palazzo Ducale, edificio settecentesco dei Notarbartolo
- Palazzo Sant'Anna, edificio settecentesco del Duca Placido Notarbartolo
- Palazzo Stanzie, edificio settecentesco costruito del Duca Francesco Notarbartolo
- Palazzo Notarianni, edificio novecentesco costruito dall'ufficiale dell'esercito Notarianni
- Torre dell'orologio, edificio barocco nella piazza principale del paese.
- Villaggio Villanova, era un borgo rurale che venne inglobato da Villarosa.
- Stazione ferroviaria di Villarosa
- Ex caserma dei carabinieri, situata in via Buonarroti
- Teatro Salvatore Gioia
- Palazzo comunale costruito nel 1935 al posto del "Circolo dei Galantuomini", un edificio del 1877. Contiene una lapide commemorativa del bicentenario della fondazione della Miniera Respica-Pagliarello.

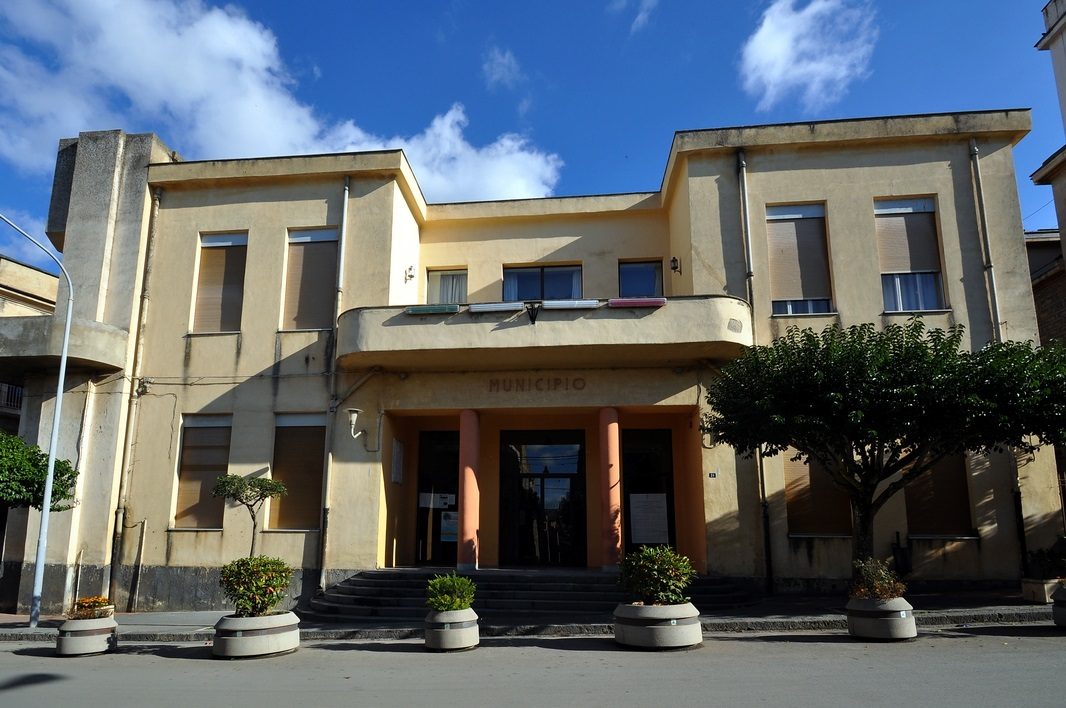
Palazzo comunale, costruito al posto del "Circolo dei Galantuomini".
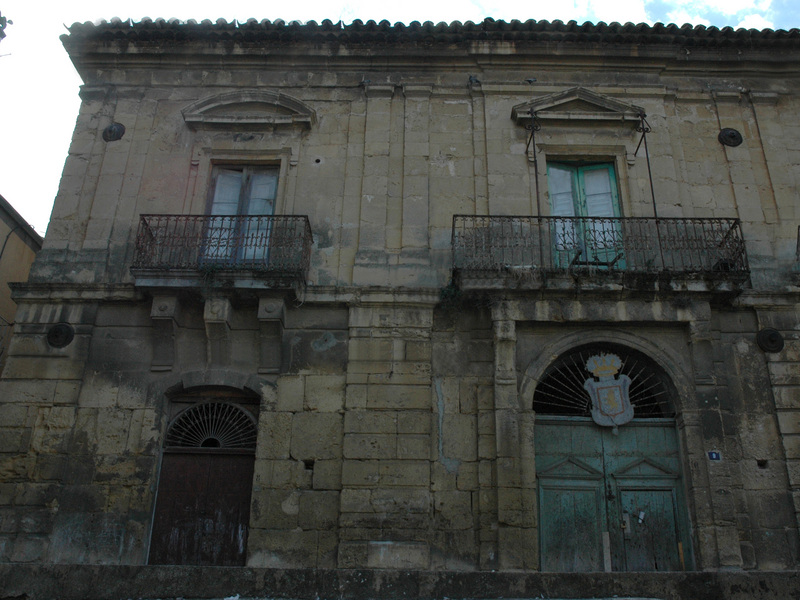
Palazzo Ducale, edificio settecentesco
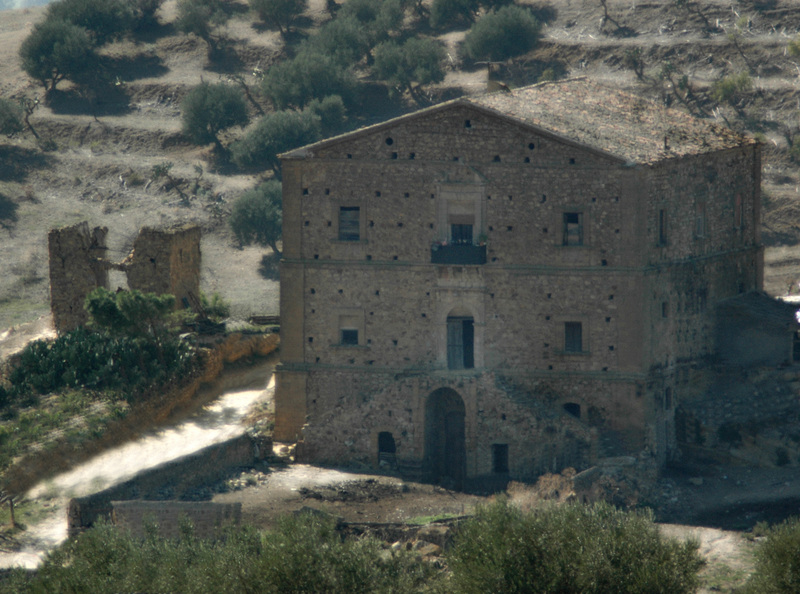
Palazzo Sant'Anna, edificio settecentesco
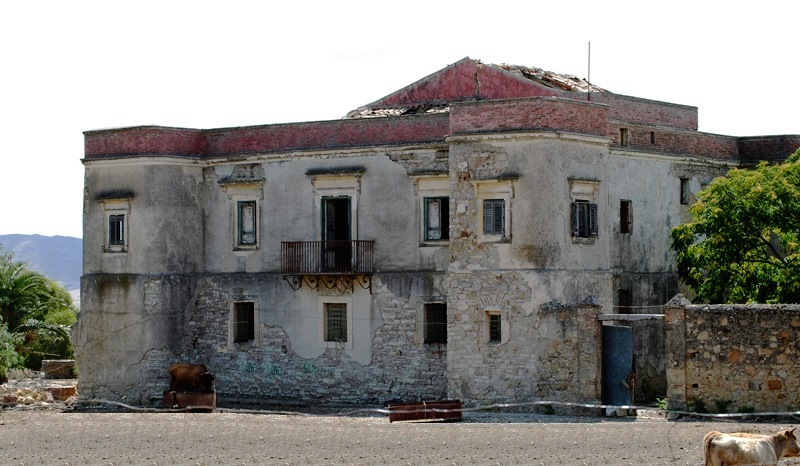
Palazzo Notarianni, edificio settecentesco
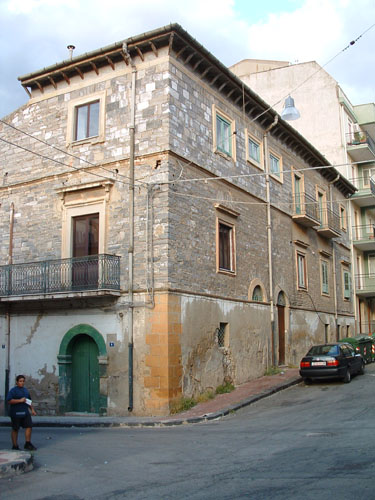
Ex caserma dei carabinieri
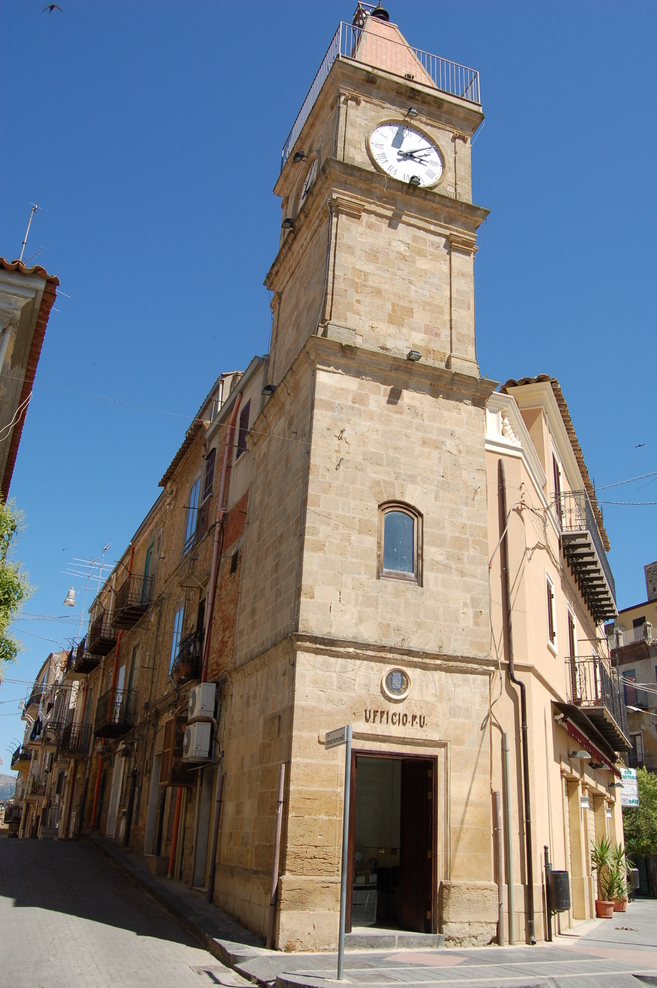
Torre dell'orologio
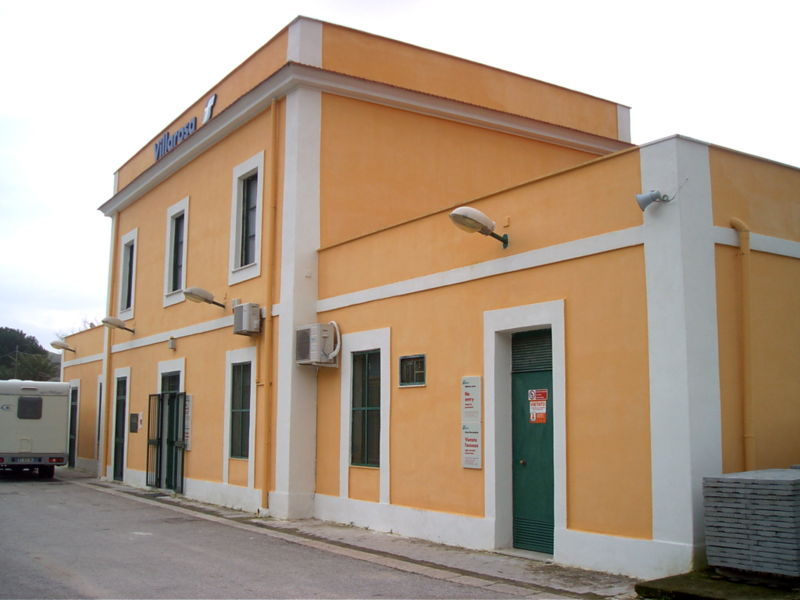
Stazione di Villarosa

### Altro
- Museo d'arte mineraria e civiltà contadina presso la stazione ferroviaria (Villarosa Scalo) e il Cimelio delle Acque, sorti grazie all'intraprendenza dell'attuale capostazione, Primo David, Treno Museo Stazione F.S. di Villarosa - Enna, Sicilia che ha evitato nel corso degli anni novanta la chiusura della stazione.
- Museo della memoria presso la Villa Lucrezia
- Monumento ai caduti, situato in piazza Giovanni Palatucci e dedicato ai 98 villarosani caduti nel corso della prima guerra mondiale; fu inaugurato il 31 maggio del 1931.[8][9]
- Villa Lucrezia, dedicata alla moglie di Pietro Deodato di Villarosa donna Lucrezia Brucato da Alimena.
- Busto del poeta Vincenzo De Simone presso la villa comunale omonima
- Busto di Baden-Powell presso il parco giochi omonimo

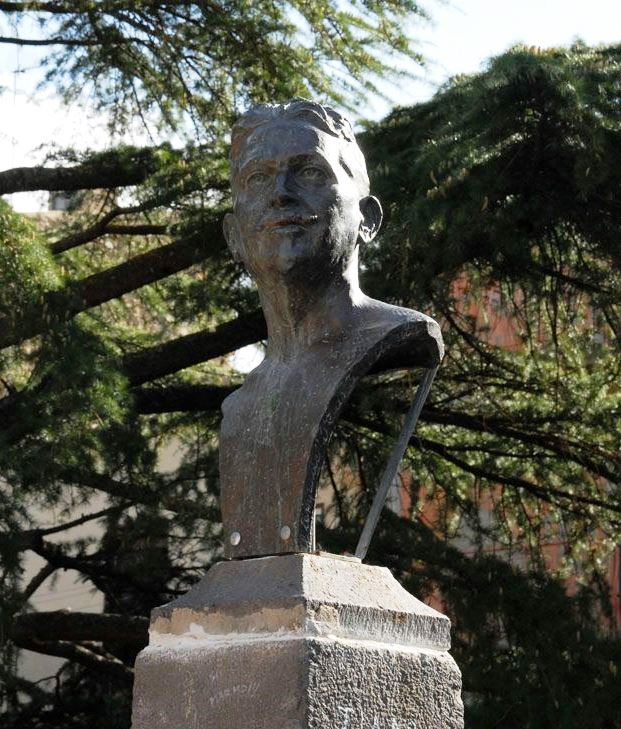
Busto del poeta Vincenzo De Simone presso la villa comunale omonima
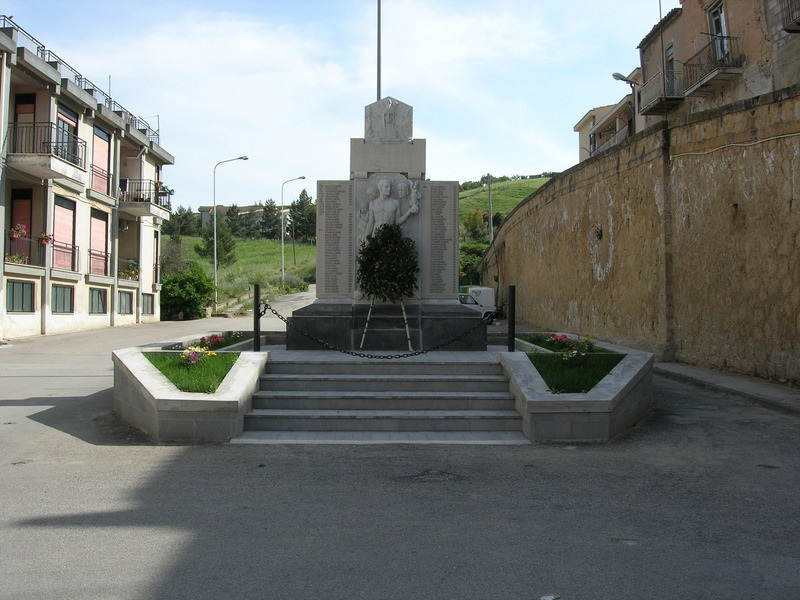
Monumento ai caduti
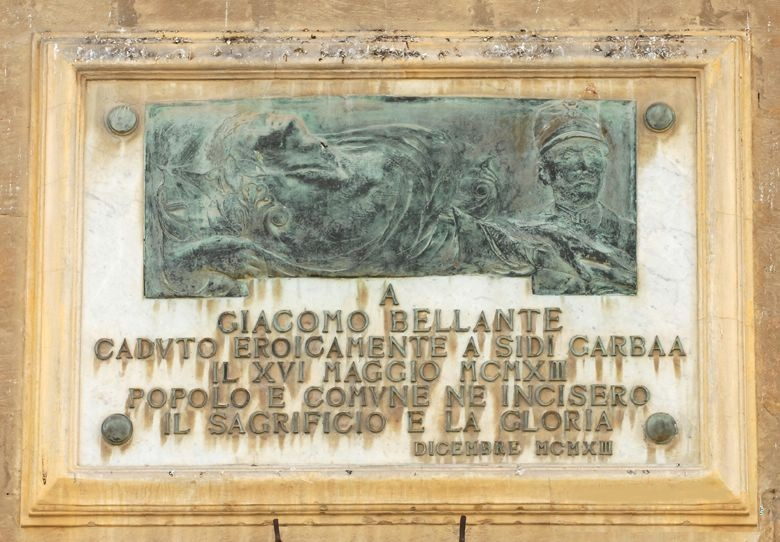
Bassorilievo nel corso Garibaldi di Villarosa che ricorda Giacomo Bellante (1891 Villarosa - 16.5.1913 Sidi Garbàa), sottotenente di fanteria morto nella guerra italo-turca del 1913.
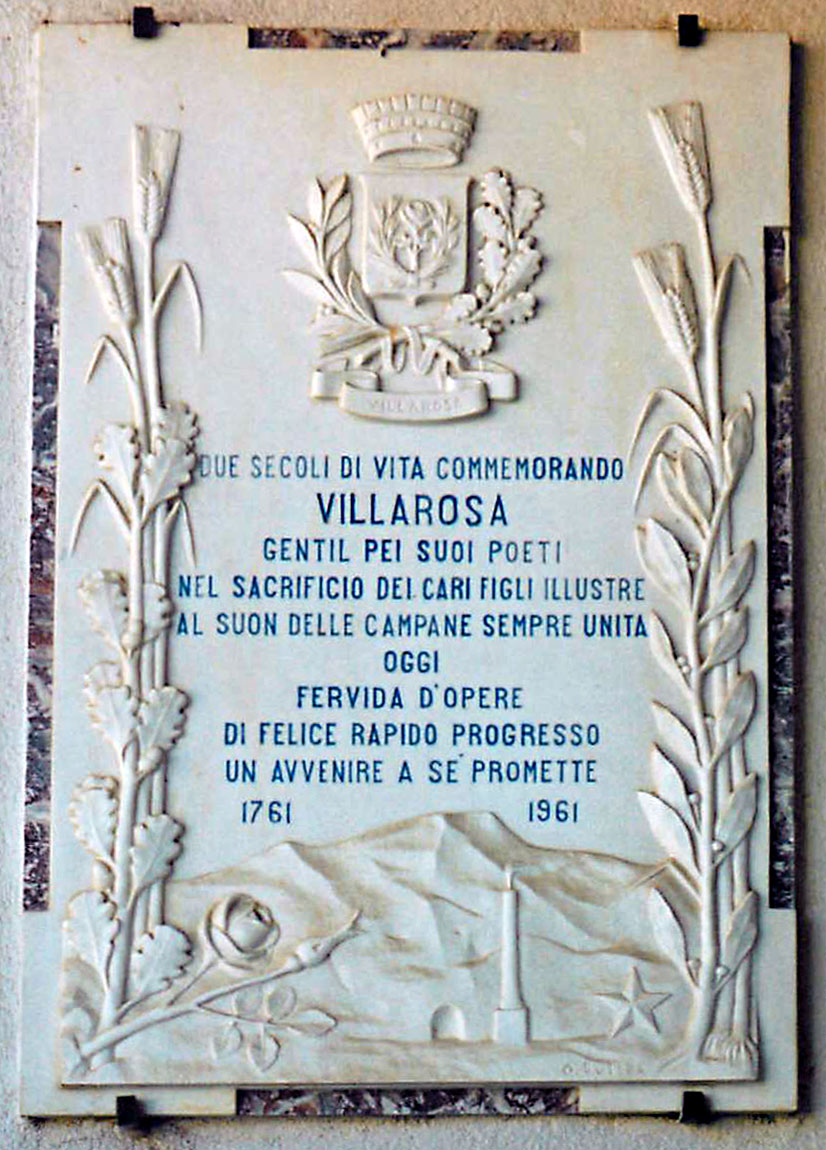
Lapide commemorativa a ricordo al Bicentenario della Fondazione

## Società

### Evoluzione demografica
Abitanti censiti

Villarosa nacque e si sviluppò grazie alla crescita economica derivata dal settore primario (agricoltura, pastorizia ed estrazione mineraria). Dopo la chiusura delle numerose miniere di zolfo, avvenuta tra gli anni Sessanta e Ottanta, l'unica scelta di numerosi villarosani è stata quella di emigrare in Nord Italia, o addirittura all'estero, in cerca di fortuna.
Ciò dimostra quanto illustrato dal grafico, in cui viene evidenziato un vistoso calo demografico a partire dal 1961 (anno in cui si contavano quasi 10 000 abitanti) sino ai giorni nostri.

### Etnie e minoranze straniere
Gli stranieri residenti a Villarosa al 1° gennaio 2024 sono 136 e rappresentano il 3,2% della popolazione residente. La comunità più numerosa è quella proveniente dalla Romania con il 60,3% di tutti gli stranieri presenti sul territorio.

### Religione

#### Istituti
La religione predominante è quella cristiana nella confessione cattolica.
Villarosa ospita un collegio delle suore Canossiane, situato in via Papa Giovanni XXIII. Anticamente avevano sede in paese un istituto delle suore oblate del Sacro Cuore di Gesù, situato nel quartiere San Giuseppe vicino al monumento ai caduti (oggi si trova al suo posto una casa di riposo) e uno delle suore orsoline, con sede in via Marguglio.

## Cultura

### Media

#### Radio
Nel 1978 a opera della cooperativa Vie Nuove fu fondata una delle prime radio libere siciliane, Radio Attiva. La radio, molto attiva sui temi sociali e di lotta alla criminalità mafiosa, divenne un punto di riferimento di tutto il centro Sicilia per gli appuntamenti culturali rappresentati dalle serate in musica, teatro e cinema. Dalle ceneri di Radio Attiva nel 1980 nacque il primo circolo ARCI con annesso pub di Sicilia chiamato Arcipicchio, che divenne negli anni Ottanta un importante centro siciliano di diffusione e promozione culturale e politica. Il circolo chiuse nel 1988.
Affiancata a Radio Attiva, anche se di vedute diverse, nasceva La Vostra Radio 104,5 MHz FM stereo. Chiuse anch'essa verso il 1990 quando coloro che la gestivano, per motivi di lavoro, lasciarono Villarosa. Essa era situata presso il convento dei Cappuccini.
Nel 1979 fu creata anche Radio Villarosa Uno trasmise fino al 1987 sui 93,5 MHz.

## Economia

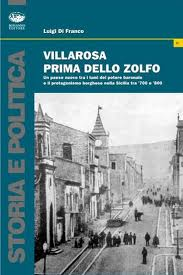
Villarosa prima dello zolfo (1731-1825)

L'economia villarosana, storicamente, era basata fondamentalmente sul settore primario (olive, mandorle, frumento, pastorizia, estrazione mineraria di zolfo), adesso, dopo il collasso del settore estrattivo e la conseguente chiusura delle miniere, la competitività di Villarosa è notevolmente scemata, causando ovviamente il fenomeno dell'emigrazione.
Tuttavia, l'attività agricola non tende a diminuire, come dimostra il fervente lavoro che anima i campi tra fine agosto (periodo adatto per la raccolta della mandorla), ottobre (per l'uva) e novembre (olive). A supporto del lavoro nelle campagne, sono sorti a Villarosa due oleifici.
Sono presenti inoltre imprese operanti nel settore della manifattura e dei servizi.

### Miniere di zolfo
A Villarosa si trovano le seguenti miniere di zolfo, oggi chiuse:
- Miniera di Gaspa La Torre - Villapriolo
- Miniera Respica-Pagliarello
- Miniera Agnalleria
- Miniera Santo Padre
- Miniera Garciulla

## Infrastrutture e trasporti

### Ferrovie
La locale stazione ferroviaria è posta sulla linea Palermo-Catania; anticamente era collegata alla miniera Respica-Pagliarello dalla ferrovia mineraria Sikelia.

## Amministrazione
Di seguito è presentata una tabella relativa alle amministrazioni che si sono succedute in questo comune.
| Periodo          | Periodo          | Primo cittadino            | Partito                     | Carica  | Note   |
| ---------------- | ---------------- | -------------------------- | --------------------------- | ------- | ------ |
| 14 luglio 1989   | 31 maggio 1990   | Giuseppe Magnifico         | Democrazia Cristiana        | Sindaco | [ 14 ] |
| 31 maggio 1990   | 8 settembre 1992 | Caterina M.r. Seminara     | Partito Socialista Italiano | Sindaco | [ 14 ] |
| 22 novembre 1993 | 1º dicembre 1997 | Angelo Bruno               | Democrazia Cristiana        | Sindaco | [ 14 ] |
| 1º dicembre 1997 | 28 maggio 2002   | Antonio Cateno Costanza    | L'Ulivo                     | Sindaco | [ 14 ] |
| 28 maggio 2002   | 15 maggio 2007   | Francesco Antonio Costanza | L'Ulivo                     | Sindaco | [ 14 ] |
| 15 maggio 2007   | 8 maggio 2012    | Agostino Gabriele Zaffora  | L'Ulivo                     | Sindaco | [ 14 ] |
| 8 maggio 2012    | 11 giugno 2017   | Francesco Antonio Costanza | Lista civica                | Sindaco | [ 14 ] |
| 11 giugno 2017   | in carica        | Giuseppe Fasciana          | Lista civica                | Sindaco | [ 14 ] |

### Gemellaggi
- Morlanwelz, dal 2002
- Le Quesnoy, dall'8 novembre 2006

## Sport

### Calcio
Vi erano due società calcistiche presenti sul territorio:
- ASD Unione Sportiva Villa (nasceva dalla fusione della Polisportiva Libertas Villarosa con l'Associazione Sportiva Villapriolo), scuola calcio FIGC e Centro di Avviamento allo Sport del CONI, fondata nel 1973 e fu reiscritta ai campionati giovanili FIGC dal 1998.
- ASD Real Morello, nata nel 2008, dopo due anni di militanza in Terza Categoria, dedicò la propria attività al calcio a 5 femminile. Ha ottenuto nella stagione 2010-2011 la promozione al Campionato Regionale di Serie C.

Le attività di calcio a 11 sono svolte presso il campo sportivo comunale sito in contrada Santo Rocco, mentre le attività riguardanti il calcio a 5 vengono svolte presso il Centro Polivalente "Felice Crupi" della frazione di Villapriolo.
Nel 1983 la società US Villarosa, militante in Prima Categoria, vinse la Coppa Trinacria.
Nel 2013 il Villarosa Calcio ha iniziato dalla terza categoria, vincendo i play-off da matricola, nel 2018 è stata ripescata in prima categoria dopo aver disputato la finale play-off di seconda categoria.
Nel 2022 ha vinto i play-off di prima categoria raggiungendo per la prima volta nella storia la Promozione.

### Altri sport
Altri sport praticati sono tennistavolo (Sirio Villarosa), pesca (Noi Pescatori a Lenza del Morello), podismo (ASD Olimpia Villarosa), tennis (Circolo Tennis Villarosa), ciclismo, pallavolo (Polisportiva Marco Pantani) e lo scautismo (presso la chiesa Immacolata Concezione).